# Brasier

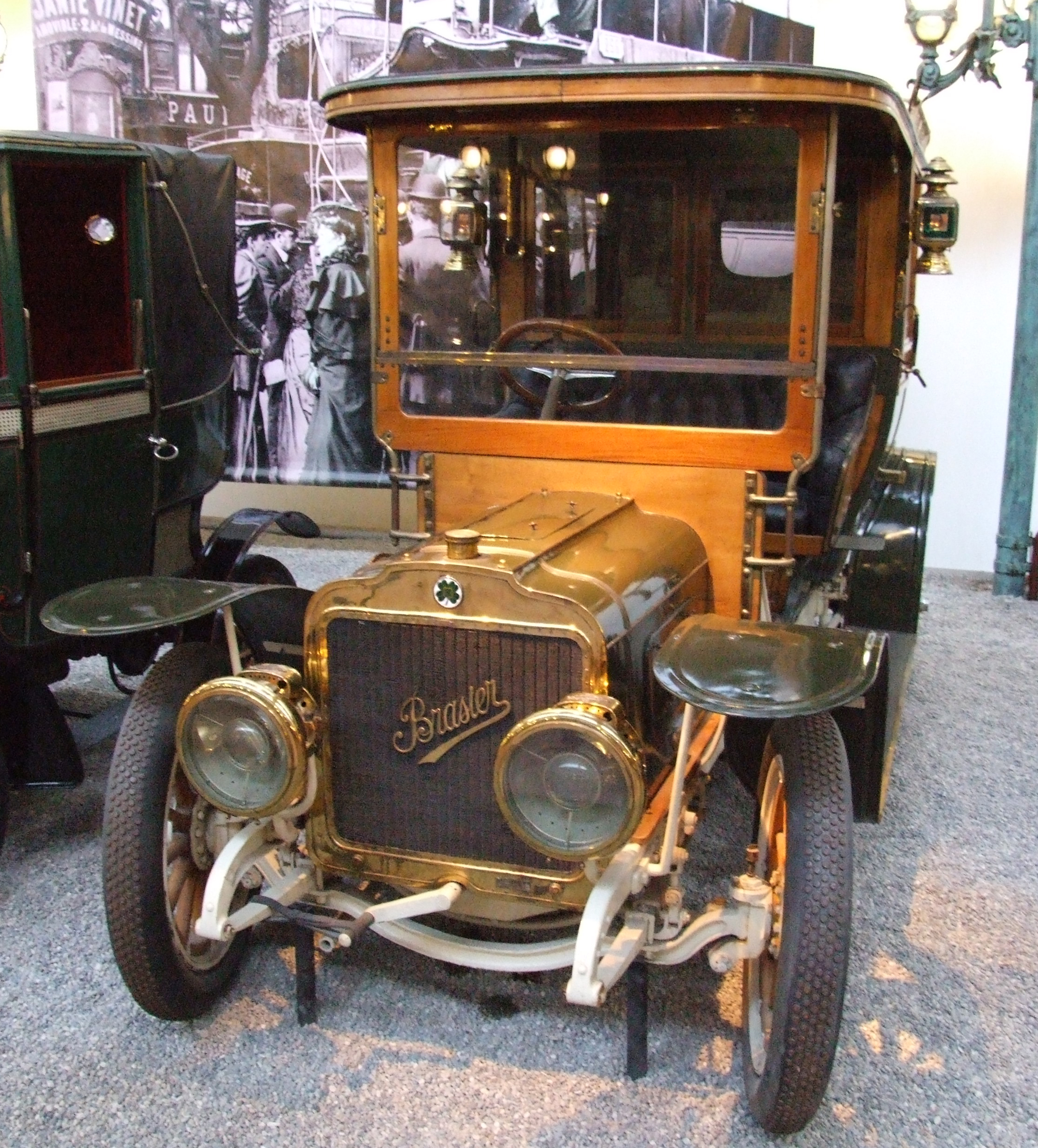
Brasier Coupe Chauffeur KD (1908), motor: čtyřválec, objem 3397 cm³, výkon 24 k, Cité de l’Automobile – Musée National – Collection Schlumpf, Mulhouse

Brasier byla francouzská automobilka, vyrábějící osobní vozy pod různými jmény v letech 1902 až 1930. Emblémem byl stylizovaný čtyřlístek.

## Historie
Francouz Georges Richard začal v roce 1897 pod svým jménem s výrobou automobilů, jejichž základem byly vozy Karla Benze. V roce 1902 se jeho společníkem stal konstruktér Henri Brasier a společnost nadále vyráběla vozy pod značkou Richard-Brasier. Po dvojnásobném vítězství Léona Théryho v závodě o Pohár Gordona Bennetta v letech 1904 a 1905 se značka každoročně účastnila automobilových závodů. V roce 1905 se společníci rozešli, Richard založil vlastní firmu Unic a vozy nesly nadále označení Brasier. V období před první světovou válkou prodávala firma ročně kolem tisíce automobilů s dvou, čtyř a šestiválcovými motory. V roce 1919 začala vozy opět vyrábět, avšak produkce stagnovala. V roce 1927 došlo k přejmenování značky na Chaigneau-Brasier, podílníkem se stal manažer Camille Chaigneau. Posledním vyráběným modelem byl od roku 1928 luxusní vůz s pohonem přední nápravy a osmiválcovým motorem o objemu 3,5 litru, ten však už nemohl společnost zachránit. Produkce automobilů byla zastavena v roce 1930 a výrobní prostory převzala automobilka Delahaye.